# Thirst (Tankard)
Thirst è il tredicesimo album in studio della thrash metal band Tankard, prodotto dalla AFM Records e pubblicato in Europa il 19 dicembre 2008.

## Tracce
1. Octane Warriors – 5:07
2. Deposit Pirates – 5:13
3. Stay Thirsty! – 4:39
4. Hyperthermia – 3:47
5. Echoes of Fear – 3:59
6. When Daddy Comes to Play – 5:34
7. Zodiac Man – 4:28
8. G.A.L.O.W. (Gods and Legends of War) – 3:50
9. Myevilfart – 3:50
10. Sexy Feet Under – 6:12

## Formazione
- Andreas "Gerre" Geremia - voce
- Andy Gutjahr - chitarra
- Frank Thorwarth - basso
- Olaf Zissel - batteria